# Rosenblattia robusta
La especie Rosenblattia robusta, la única del género monoespecífico Rosenblattia, es un pez marino de la familia de los epigónidos, distribuido circumboreal por todas las aguas templadas del hemisferio sur. Carece de importancia pesquera.

## Anatomía
De pequeño tamaño, la longitud máxima que alcanza es de unos 10 cm. En la aleta dorsal tiene 8 espinas y unos 8 radios blandos, mientras que en la anal tiene 2 espinas y 8 radios blandos; el color del cuerpo en los adultos es oscuro uniforme.

## Hábitat y biología
Vive en aguas profundas, en ambiente mesopelágico y batipelágico pegado al fondo marino, a una profundidad entre 700 y 2000 metros.